# بالدریج (ایندیانا)
بالدریج (به انگلیسی: Baldridge) یک منطقهٔ مسکونی در ایالات متحده آمریکا است که در شهرستان سولیوان، ایندیانا واقع شده‌است. بالدریج ۱۸۰ متر بالاتر از سطح دریا واقع شده‌است.